# Opúsculo humanitário
Opúsculo Humanitário é uma coletânea de 62 artigos escritos por Nísia Floresta e publicada em 1853. Parte desses textos já havia sido divulgada previamente no Diário do Rio de Janeiro, e depois no periódico O Liberal. A obra é centrada nos temas da condição feminina e na defesa da educação para mulheres, vista por Nísia Floresta como essencial para a superação da inferioridade social imposta às mulheres e para o progresso da sociedade.
Nísia Floresta foi uma pioneira na defesa dos direitos das mulheres no Brasil, abordando temas como a igualdade de gênero, a emancipação feminina e a educação. Ela criticava a limitação da educação feminina às tarefas domésticas e argumentava que o desenvolvimento intelectual das mulheres era fundamental para o avanço da civilização. Além disso, a autora tangenciava questões como a escravidão e os direitos dos povos indígenas, que foram aprofundados em outras obras suas.
A publicação de Opúsculo Humanitário insere-se no contexto das lutas pelo reconhecimento dos direitos das mulheres no século XIX e reflete o pensamento progressista de Nísia Floresta, que, além de escritora, foi educadora e uma das primeiras mulheres a se destacar no cenário intelectual brasileiro.

#### Coleção Escritoras do Brasil
Em 2019, a Biblioteca do Senado Federal lançou uma nova edição do Opúsculo Humanitário, como parte da Coleção Escritoras do Brasil. A edição contou com correções ortográficas e notas explicativas, preservando o conteúdo original da obra. Em 2024 foi lançada a 3. ed. revista e aumentada. A obra está disponível para download gratuito na Biblioteca Digital do Senado.